# Asellus musashiensis
Asellus (Asellus) musashiensis là một loài chân đều trong họ Asellidae. Loài này được Matsumoto miêu tả khoa học năm 1961.